# ديفيد ويليام بيكون
ديفيد ويليام بيكون (بالإنجليزية: David William Bacon)‏ هو كاهن كاثوليكي أمريكي، ولد في 5 نوفمبر 1813 في نيويورك في الولايات المتحدة، وتوفي في 1874 بسبب مرض.